# Pļaviņas (novads)
Pļaviņas (en letton : Pļaviņu novads) est une ancienne municipalité de Lettonie, située dans la région de Vidzeme, dont le chef-lieu était Pļaviņas. Depuis 2021, elle fait partie de la municipalité d'Aizkraukle.

## Géographie
La municipalité s'étendait sur 376 km2 dans le sud-est de la Lettonie.

## Histoire
La municipalité est créée le 1er juillet 2009 par la fusion de la ville de Pļaviņas avec les paroisses d'Aiviekste, Klintaine et Vietalva.
Le 1er juillet 2021, à la suite d'une réforme administrative et territoriale, elle est supprimée et fusionnée avec la municipalité d'Aizkraukle.

## Démographie
La population s'élevait à 6 447 habitants en 2009 et à 4 808 habitants en 2020.